# Сюань-цзун (династия Тан, 712—756)
Сюа́нь-цзун (Ли Лун-цзи) (8 сентября 685 — 3 мая 762) — китайский император династии Тан в 712—756 годах. Был изгнан из столицы согдийским военачальником Ань Лушанем (см. мятеж Ань Лушаня).
Сюань-цзун (玄宗, Xuánzōng) — храмовое имя, настоящим именем императора было Ли Лунцзи (李隆基, Lǐ Lóngjī). Также имел официальные прозвища девизы — Сяньтянь (先天, Xiāntiān, в 712—713 годах), Кайюань (開元, Kāiyuán, в 713—741 годах), Тяньбао (天寶, Tiānbǎo, в 742—756 годах). Выступал покровителем искусств — так он поддерживал живописца Хань Ганя, пригласил для росписи своего дворца У Даоцзы.

## Жизнеописание

### Молодые годы
Родился 8 сентября 685 года в семье императора Жуй-цзуна и наложницы Доу. Получил имя Ли Лунцзи. В 687 году стал князем Чу. В 690 году, когда отца отстранила от власти У Цзэтянь, Ли Лунцзи стал именоваться У Лунцзи. В 692 году он переехал во дворец за пределами столицы. В 693 году по приказу У Цзэтянь была казнена мать Ли Лунцзи, а его самого лишили княжеского титула взяли под домашний арест, который продлился до 699 года.
В 705 году, с восхождением на трон Чжун-цзуна, Ли Лунцзи получил должность заместителя министра военного снабжения. В 710 году возвращается в столицу Чанъань, где вскоре Чжун-цзун умер, а новым императором стал отец Ли Лунцзи

### Царствование
В 712 году Жуй-цзун отрёкся от трона в пользу сына Ли Лунцзи, который принял имя Сюань-цзуна. В 713 году ему удалось подавить опасный мятеж принцессы Тайпин. С этого момента длительное время никто не посягал на трон. Сюань-цзун вплотную занялся реформами во внешней и внутренней политике. Столицу империи перенесли в город Чанъань. Император много сделал для развития столицы. По инициативе Сюань-цзуна впервые на севере стали выращивать пионы и апельсины. Ещё в начале правления был организован выпуск газеты «Столичный вестник».

#### Внутренняя политика
Во внутренней политике Сюань-цзун стремился к обеспечению политического спокойствия в стране. Также много сделал для налаживания эффективной работы административного аппарата, назначив новых способных канцлеров Яо Юаньцзи и Лу Хуайшэна. В 714 году ликвидировал тайную службу, которая действовала со времен У Цзэтянь. После этого стал исполнять собственную программу обновления, которая заключалась в гуманном правлении, поддержании верховенства права, ослаблении влияния евнухов. Была введена единая система государственной службы. Конфисковано имущество и земли буддистских монастырей, которые на тот момент возымели значительную силу.
Были осуществлены шаги по улучшению финансового и экономического состояния: на 6-летний период освобождались от налогов лица, которые зарегистрировались в специальных конторах. Тем самым было сокращено количество бродяг, а численность налогоплательщиков возросло до 800 тысяч семей. Вводились в строй новые соляные копи, что значительно увеличило поступление в казну. В 716—721 годах эффективно велась борьба с фальсификацией монет. Много было сделано для налаживания финансового состояния и повышения качества управления при канцлере Чжан Цзюлине. Экономия средств коснулась и императорского двора. В 736 году состоялась ревизия финансовой системы: изменились налоги, трудовые повинности, бюджеты поселений. Вместе с тем возраст мужчин, которые должны были платить налоги, увеличился с 21 до 23 лет. Сокращались расходы на армию. Одновременно велась усиленная борьба с коррупцией: с 716 до 736 год сменилось 5 канцлеров, которых заподозрили в коррупции, многие чиновники были уволены. Много внимания было уделено совершенствованию документооборота — он был значительно сокращён с 500 тысяч бумаг до 200—150 тысяч.
В бытность императора Сюань-цзуна в 730-х годах было завершено составление «Свода законов династии Тан».
Император и правительство активно боролись со стихийными бедствиями и другими бедами, которые негативно влияли на урожай, благосостояние крестьян. В 716 году была проведена системная работа по ликвидации нашествия саранчи.
Для решения проблем с перенаселением (в его правление население Китая составляло 45 млн человек) император издал приказ, который поощрял солдат селиться с семьями на местах размещения своих гарнизонов, особенно за пределами Китая, в частности на Ордосе, современной Внутренней Монголии, Туркестане.

#### Внешняя политика
Во внешней политике Сюань-цзун пытался не проводить крупных военных кампаний. Пытался вести оборонительные войны. С целью улучшения организации обороны была введена должность цзедуши (военного губернатора), которому подчинялось до 12 префектур. На севере их возглавляли, как правило, варвары.
В 713 году прибыло официальное посольство из Арабского халифата, второе с 651 года. Посол не стал падать ниц, как того требовал китайский обычай и придворные предлагали казнить его. Но главный секретарь государственной канцелярии Чжан Юэ убедил правительство, что разница в обычаях ещё не преступление. Посол 726 года по имени Сулейман предпочёл соблюсти все формальности с поклонами.
В 714 году заключён мир с правителем тюрок Капаган-каганом. В том же году пришлось отражать нападения киданей и тибетцев. Войны велись преимущественно в Ордосе. После убийства Капаган-кагана империи в 715 и 720 годах пришлось вести ожесточенные войны с тюрками с переменным успехом. В 722 году приказом Сюань-цзуна была сокращена численность пограничных войск на севере империи с 600 до 200 тысяч. В 726—727 годах пришлось воевать за область Турфан с Тибетской империей во главе с Меагцомом. В 730—732 и 735 годах китайской армии в союзе с уйгурами удалось разбить наголову войска киданей, что на долгие годы обезопасило территорию Китая. В 733 году китайцы пытались одолеть государство Бохай, однако безрезультатно. Впоследствии удалось заключить мирные договоры с Японией и южнокорейской государством Силла. В 744 году восточные тюркюты признали себя вассалом империи Тан.

### Последние годы
Со временем Сюань-цзун всё больше отходил от дел. С 736 года всё большее влияние на государственные дела и политику в целом оказывал первый министр Ли Линфу, который определял направления развития государства до своей смерти в 752 году. Вместе с тем император чётко исполнял порядок ежедневных аудиенций. В 747 году по его приказу был создан резерв на чиновничьи должности. И вместе с тем усилились конфликты среди членов правительства.
Ещё больше отход от дел наметился, когда женой императора стала Ян Гуйфэй. Он больше времени стал уделять роскоши и веселью. В это время увлекся буддизмом и тантрической практикой, но не оставлял даосизма, приказав иметь в каждом доме текст трактата Лао-цзы. Включил даосские тексты в перечень необходимых знаний при сдаче экзаменов. По приказу императора была основана специальная школа для изучения даосизма.
На время отхода от дел приходятся внешнеполитические неудачи империи. В 751 году китайская армия в битве при Таласе потерпела поражение от арабов. В 752 году после смерти Ли Линфу новым первым министром становится Ян Гочжун, двоюродный брат Ян Гуйфэй. При нём расцвели коррупция и вымогательство. В результате конфликта последнего с Ань Лушанем, военным губернатором северных пограничных земель, в 755 году началось восстание против императора. Ань Лушань двинулся в центральные районы и занял город Лоян, но в битве при перевале Дунгуань потерпел поражение. Тогда император отозвал войска из Восточного Туркестана. Вначале 756 года Ян Гочжун убедил императора атаковать Ань Лушаня, но правительственные войска попали в ловушку и были разбиты в сражении при Тунгуане. Через три дня Сюань-цзун бежал из столицы Чанъань на юг. Ань Лушань закрепился в столицах и основал новую императорскую династию Янь. Во время перехода солдаты казнили Ян Гочжуна и Ян Гуйфэй. После этого Сюань-цзун был не в состоянии был продолжить борьбу и передал в 756 году власть сыну Ли Хэну — императору Су-цзуну.

### После отречения от трона
Су-цзун в течение 757—758 года одолел мятежников и вернулся в столицу. Вслед за ним переехал в Чанъань и Сюань-цзун. Бывший император продолжал во дворце праздную жизнь.

## Культура и искусство
Сюань-цзун был большим поклонником живописи и поэзии. Оказывал покровительство поэтам, художникам, учёным. Было создано учреждение «Грушевый сад», где жили и творили артисты и певицы. «Грушевый сад» стал прообразом театра. Таким образом, считается, что Сюань-цзун стал основателем китайского театра. Здесь ставили спектакли — яньси, в которых принимал участие сам император, прикрываясь маской. Выступал под именем Лаолан.
Способствовал в 750-е годы развитию книгопечатания. В его времена творили великие поэты, в частности Ли Бо и Ду Фу. В начале правления Сюань-цзун основал академию Ханьлинь, где работали крупнейшие учёные своего времени. Она подразделялась на отделы поэзии, классики, алхимии, буддизма и даосизма, предсказаний, искусства, каллиграфии и шахмат.
Сюань-цзун любил заниматься литературной деятельностью, а также написал комментарий к классическому философскому трактату Лао-цзы.
Был автором многочисленных стихов, которые слагал в жанрах «люйши» и «хуайгу». Наиболее известным является стихотворение «Прогулка по княжеству Лу со вздохом и печалью за Конфуцием».
Был знатоком музыки, а также сам искусно музицировал. Много способствовал развитию музыкальных жанров. Сюань-цзун является автором 100 песен. Особенно известными стали песенные композиции на тему «Период Вёсен и Осеней». Известной стала песня «Из радуги яркий наряд, из сияющих перьев убор».
Любовь Сюань-цзуна и его наложницы Ян Гуйфэй описана в поэме Бо Цзюйи «Вечная печаль», в пьесах Бо Пу «Дождь в платанах» (XIII век) и Хун Шэна «Дворец вечной жизни» (XVII век).

## Отражение в языке
С любовью Сюань-цзуна и Ян Гуйфэй в современном китайском языке связан чэнъюй «крыло в крыло, переплетённые ветви» (кит. упр. 比翼连枝, палл. би и лянь чжи), означающий неразлучную любовь мужа и жены и происходящий из следующих строк поэмы Бо Цзюйи «Вечная печаль»:

Так быть вместе навеки, чтоб нам в небесах

    птиц четой неразлучной летать.

Так быть вместе навеки, чтоб нам на земле

    раздвоенною веткой расти!.
Оригинальный текст (кит.)在天愿作比翼鸟，在地愿为连理枝。